# 逐串精選酒

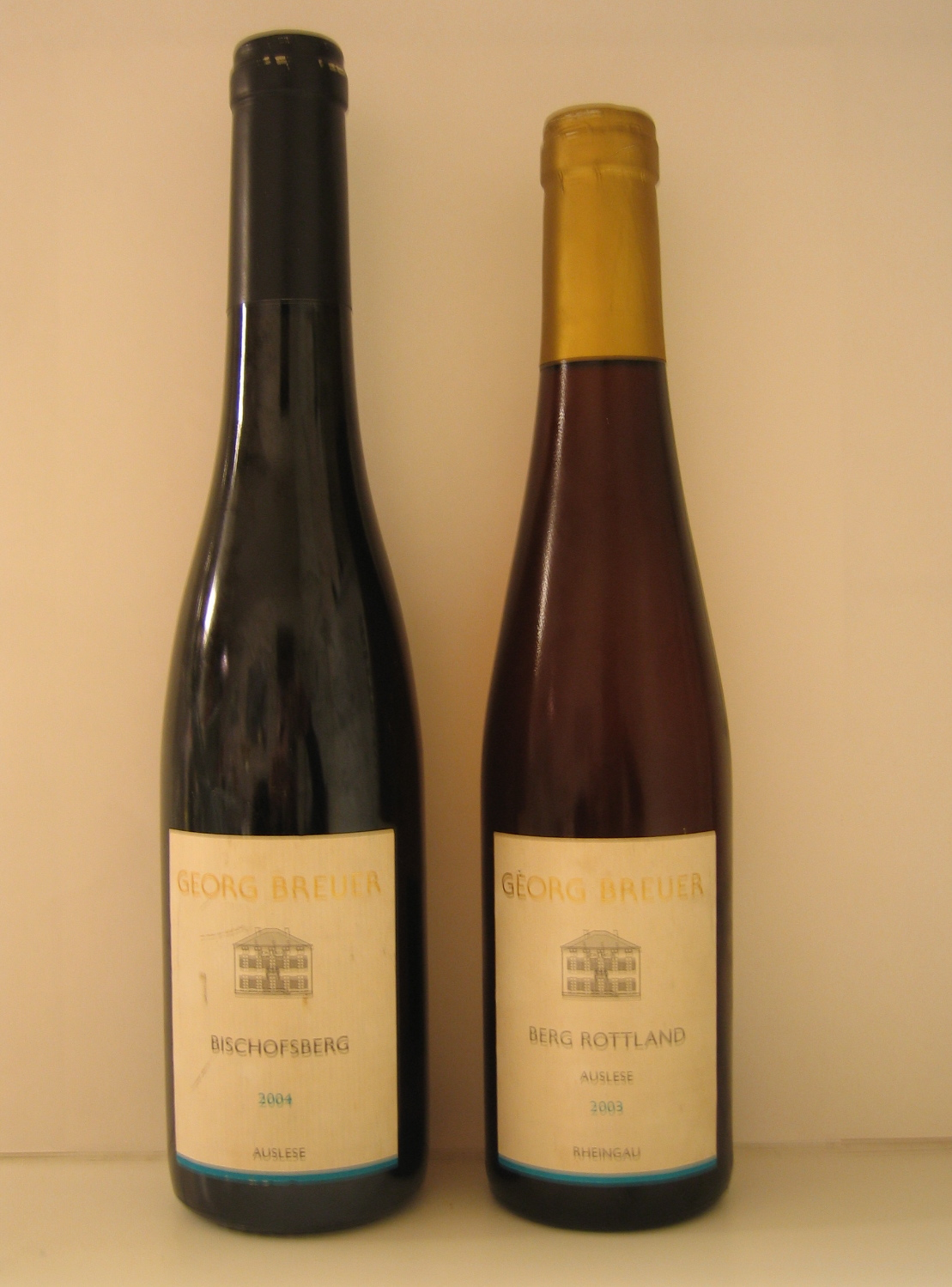
兩瓶來自同一萊恩高酒莊的德國麗絲玲白酒，右邊酒瓶有金色包裝（Goldkapsel）以標示葡萄更加成熟

逐串精選酒（德語：Auslese，直譯為「遂串精選」；德語眾數為Auslesen）為一德國晚收酒葡萄酒術語，專指德國及奧地利中比晚摘酒更成熟的種類。這些葡萄於秋天（11月下旬到12月）時由非常成熟的葡萄串上收採，並一定要以人手採摘。一般而言，遂串精選酒只可在特別和暖的豐年釀造，可能有小部份的葡萄受到貴腐菌感染，但不會影響整體成品的風格。  莱茵高的約翰尼斯山堡是公認為於1787年發現遂串精選酒的酒莊。
遂串精選酒有時會劃分為德國的甜點酒，特別是以感染貴腐葡萄所釀的酒。但遂串精選酒的甜度其實比冰酒、逐粒精選酒（英語：Beerenauslese，BA）或貴腐精選酒等甜點酒。 
遂串精選酒可以作餐前酒獨立飲用，但較常見為與食物一同享用，特別可以看到精通德國飲食文化的人會這樣做。  
在亞爾薩斯與這個詞語有同等葡萄汁重量要求的是詞彙為“Vendange tardive”，為法語中直譯為Late Harvest晚收，即與德語中的“Spätlese”相同。

## 要求
逐串精選酒最低的葡萄汁重量要求如下：
- 对于德國酒，83至100degrees Oechsle,°Oe（英语：Oechsle_scale），據產區及葡萄種類[3]而定。
- 对于奧地利酒，21度KMW，[4]相等於105度予思勒度數。[5]

兩國葡萄酒法均規定製作過程不可使用加糖法。而很多生產者，特別是頂尖的生產者，經常產出超過最低標準的優良酒品，甚至超越優質酒分級下一級逐粒精選的最低要求。

## 逐串精選乾酒
在部分地區逐串精選酒間中會造用乾酒，例如萊茵蘭-普法茲，但亦普遍偏甜，因為乾酒中如果酒精水平非常高（約13-14%）會令酒平衡欠佳，特別是在太年輕時。一般的逐串精選酒的予思勒度數為90°Oe。這類酒，尢其是由麗絲玲所製的酒可以作長時間陳年，通常可以保存十年或以上。
頂級德國乾酒近年引入新的分類──特級酒（德語：Großes Gewächs）及一級酒（{{lang-en|Erstes Gewächs），德國精英酒莊聯盟因為在同一優質酒分級內有甜酒及優質乾酒會令消費者混亂，而不再鼓勵使用舊有的“Auslese trocken”標籤；但仍有大量VDP成員繼續在乾酒標籤上使用舊有分級，因為分級只用於標示採集葡萄的質量而非味道。

## 逐串精選紅酒
德國的釀酒人為了拓展紅酒市場的機遇，開始以逐串精選的果實成熟程度的黑皮諾葡萄釀酒，主要範圍有莱茵高、普法茲及巴登地區。釀酒人試以逐串精選成熟程度的葡萄，配合勃艮第式釀酒方法作試驗，結果生產出來的酒有更強的橡木味及更高單寧水平。
這些葡萄酒比起標籤為逐串精選酒，反而更多標為一級酒及特級酒。